# Boggy Peak
El Boggy Peak (conocido como Monte Obama desde el 4 de agosto de 2009 hasta el 21 de junio de 2016) es el punto más alto de Antigua y Barbuda y de la isla de Antigua. Se ubica en el extremo sudoeste de la isla a 17°2′31″N 61°51′4″O / 17.04194, -61.85111, y se eleva a 402 metros (1319 pies) y toma su antiguo nombre de Barack Obama, 44.º Presidente de los Estados Unidos.
El 4 de agosto de 2009, con motivo del cumpleaños de Barack Obama, el primer ministro de Antigua y Barbuda Baldwin Spencer decidió renombrar la montaña de Boggy Peak a Monte Obama. El 21 de junio de 2016, el gabinete de Antigua y Barbuda cambió su nombre nuevamente a Boggy Peak.